# Асеновградчани
Това е списък на известни личности, свързани с град Асеновград.

## Родени в Асеновград
Родени в Станимака
- Бако Динчо (Костадин Димитров Кузмов) ок. 1835 – 1836 – 1874, местен възрожденец

### Родени в Асеновград до XX век
- Андреас Макулис (1881 – 1907), гръцки андартски капитан
- Апостол Доксиадис (1874 – 1942), български и гръцки лекар
- Аристи Георгиев Чорбаджаков (Чорбаджака), изобретателят на прочутата станимашка малага
- Асен Белковски (1879 – 1957), български художник
- Атанасиос Цундас (Αθανάσιος Τσούντας, 1880 – 1949), филолог
- Власиос Скорделис (1835 – 1898), просветен деец и общественик
- Георгиос Карабелас (Γεώργιος Καράμπελας), гръцки андарт[1]
- Георгиос Хрусоберис (1827 – 1899) – виден търговец и индустриалец
- Димитриос Нилис (Δημήτριος Νιλής), гръцки андарт[1]
- Димитриос Легариас (1827 – 1899) – виден индустриалец
- Иван Читаков (1872 – 1902), български революционер от ВМОРО
- Иларион Михайлов (1817 – 1889) – гръцки духовник
- Йоанис Аврасоглу, гръцки военен и революционер
- Йоанис Арапоглу (Ιωάννης Αράπογλου), гръцки андарт[1]
- Йордан Стратиев (1898 – 1974), български поет и дипломат
- Константинос Аврасоглу, гръцки просветен деец и революционер
- Константинос Димитриадис (1881 – 1943), гръцки скулптор
- Коста Петров, деец на ВМОРО, четник на Михаил Даев[2]
- Никола Атанасов, български революционер от ВМОРО, четник на Иван Наумов Алябака[3]
- Николаос Дзавелас (Νικόλαος Τζαβέλλας), гръцки андарт[1]
- Николай Лусис (1840 – 1882), митрополит в Китрос, революционер
- Николаос Николаидис (1892 – 1969), гръцки архитект
- Николо Пендовелис (1850 – ?) български лекар от гръцки произход
- Никос Тзавелас (1881 – 1921), гръцки офицер и андартски капитан
- Панайот Аргиров, български революционер от ВМОРО, четник на Петър Ангелов[4]
- Христос Цундас (1857 – 1934), виден гръцки археолог, академик
- Томас Циропулос (Θωμάς Τσιρόπουλος), гръцки андарт[1]
- Филипос Николау (1871 – 1953) български и гръцки лекар – хирург

### Родени в Асеновград от XX век
- Ангел Бончев (р. 1983), български журналист, автор на филми и книги, актьор
- Александър Сано (р. 1977), български актьор
- Асен Караславов (р. 1980), български футболист
- Атанас Кръстев (Начо Културата), (1922 – 2003), български меценат
- Благовест Сендов (1932 – 2020), български математик и политик
- Велик Капсъзов, европейски шампион по спортна гимнастика
- Станимира Петрова, световна и европейска шампионка по бокс
- Вержиния Веселинова, гюлетласкачка
- Георги Ганев (1927 – 2007), диригент, музикант, композитор и общественик
- Георги Кехайов (р. 1938), български цирков артист
- Георги Ковачев, български художник
- Георги Любенов (р. 1970), български футболист
- Дамян Велчев (1932 – 1999), оперен певец, тенор
- Димитър Ганев (Ганеолу) (1846 – 1927), крупен асеновградски фабрикант
- Димитър Ганев (1919 – 2003), диригент, музикант и общественик
- Джунейт Яшар (р. 1985), български футболист
- Димитър Ангелов, български акордеонист
- Димитри Иванов (р. 1932), български журналист
- Живко Сталев (1912 – 2008), виден български юрист
- Иван Иванов (1951 – 2024), български актьор
- Иван Кирков (1932 – 1910), български художник
- Иван Любенов, български художник
- Иван Михайлов, актьор, режисьор, драматург
- Иван Чепаринов (р. 1986), български шахматист
- Йордан Митков (р. 1956), български щангист
- Камен Петров, общественик, учен и водещ анализатор в областта на икономиката и политиката
- Константинос Доксиадис (1913 – 1975), виден гръцки архитект
- Коста Форев, български художник
- Надя Тодорова (р. 1925), българска актриса
- Никола Гунов (1928 – 1991), български поет, театрал, драматург
- Никола Добрев (р. 1942), български индустриалец
- Никола Филипов, (р. 1948), български писател и краевед
- Никола Желязков, български щангист
- Олга Блажева (1901 – 1986), българска поетеса
- Пантелей Пачов (р. 1939), политик
- Петър Тосков, български актьор
- Петя Буюклиева (р. 1959), известна българска поп-певица
- Пламен Желязков (р. 1972), български щангист
- Севдалин Маринов (р. 1968), български щангист
- Стефан Вълков (1925 – 2012), български дисидент и политик
- Стойко Танков, български политик, народен представител, лидер на БСП в Бургас
- Стефан Топуров (р. 1964), български щангист, олимпийски медалист, световен и европейски шампион
- Филип Теофоолу (р. 1971), български футболист
- Христо Ке Пелла, (р. 1948), български поет
- Иван Ванчев художник, завършил художествени академии в България и Германия
- Томас Доксиадис (1907 – 1977) гръцки лекар – гастроентеролог
- Трифон Филипов Трифонов (1916 – 2002), български предприемач, майстор в занаята месаро-колбасарство
- Тодор Чобанов, заместник-министър на културата в кабинета на Б. Борисов, доктор по археология
- Христо Калоферов, журналист – водещ и продуцент на Новините на Нова телевизия
- Янко Ганев (1923 – 1952), театрален актьор
- Янко Гъров, известен български фоторепортер

## Починали в Асеновград
- Андрей Хърлев, български революционер, бомболеяр
- Атанас Свещаров (1847 – 1930), четник в четата на Христо Ботев
- Георги Радев (1857 – 1942), български революционер, войвода на ВМОРО
- Иван Кирков (1932 – 1910), български художник
- Павел Костов (1842 – 1902), български политик
- Паисий Хилендарски (1722 – 1773), български духовник и национален будител
- Петко Москов (1953 – 2004), български художник
- Рада Казалийска (1821 – 1907), първата българска поетеса и първата новобългарска учителка в Родопите
- Тане Николов (1873 – 1947), български революционер, войвода на ВМОРО и ВТРО

## Свързани с Асеновград
- Анастас Куцооглу (1856 – 1945), тютюнотърговец, основател на Безплатна трапезария за ученици в Асеновград.
- Атанас Гюдженов (1847 – 1936), български художник, участва в изписването на църквата в Асеновград.
- Виктор Дандевил (1826 – 1907), руски генерал, участва в освобождаването на града.
- Иван Кючуков, (р. 1985), български футболист, играе в Асеновец (Асеновград) (1976 – 1980).
- Иван Стоицов, (р. 1985), български щангист, състезавал се за „Асеновец“ (Асеновград).
- Николай Хайтов (1919 – 2002), български писател
- Отон Иванов (1850 – 1934), български революционер, живял в града
- Сирак Скитник (1883 – 1943), български писател, учител в града от 1913 до 1917 г.
- Христо Манолов (1900 – 1953), български композитор, работи като диригент в Асеновград.